# Tribunales Reales de Navarra

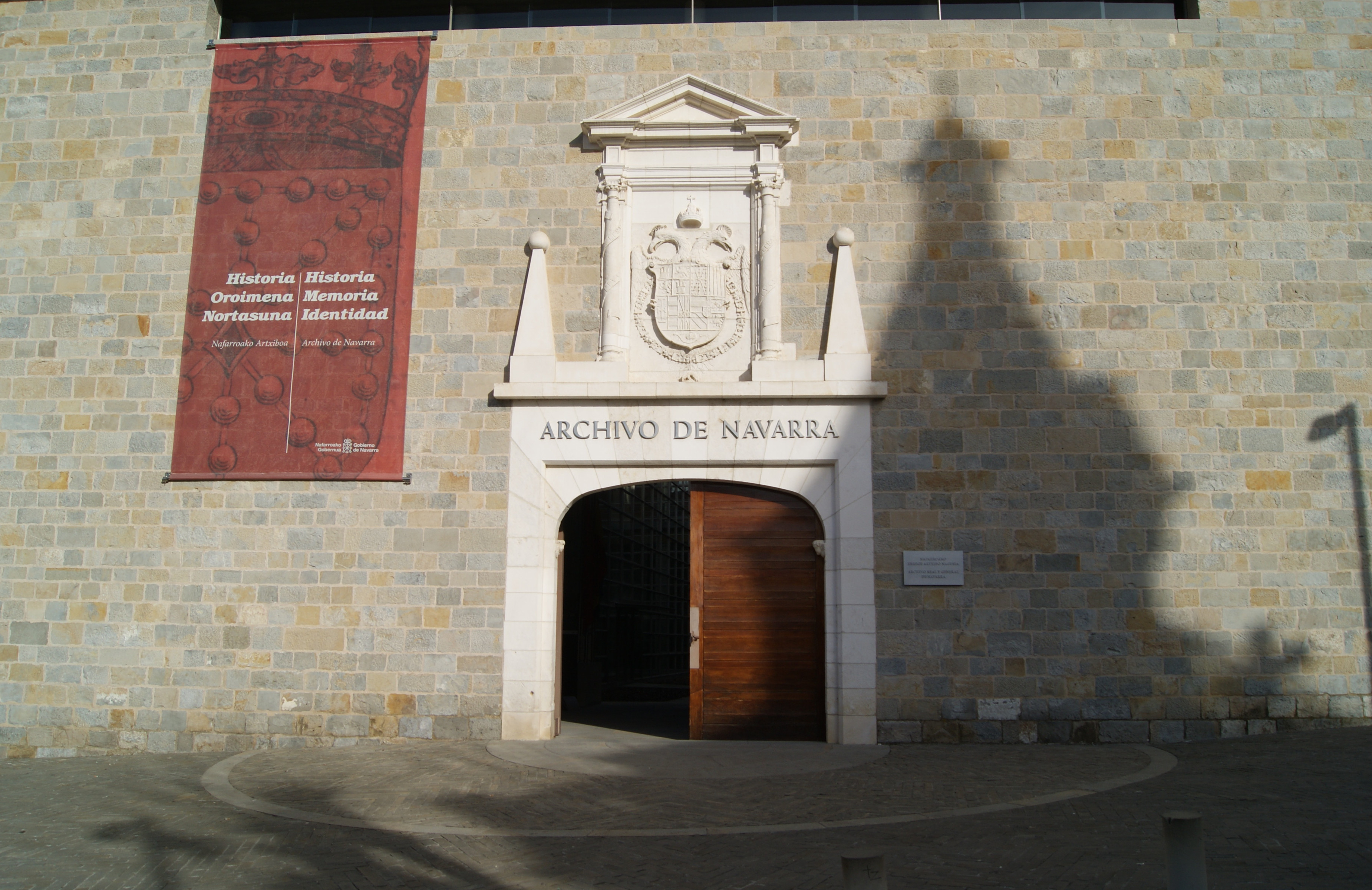
Puerta de acceso al Archivo Real y General de Navarra en Pamplona

Se conocen con el nombre de Tribunales Reales de Navarra al conjunto de instituciones formado por el Consejo Real de Navarra y la Corte Mayor de Navarra. Ambos tribunales, junto a la Cámara de Comptos de Navarra, conforman a su vez los denominados «tribunales navarros». Durante el primer tercio del siglo XIX, se trató de suprimir en varias ocasiones siendo definitiva su erradicación con la implantación del sistema constitucional en 1836, cuando los Tribunales Reales de Navarra fueron sustituidos por la Audiencia Territorial de Pamplona. En la actualidad Tribunales Reales es el nombre también del programa desarrollado por el Archivo Real y General de Navarra para la catalogación de los 350.000 procesos judiciales generados durante la vigencia de los Tribunales Reales.

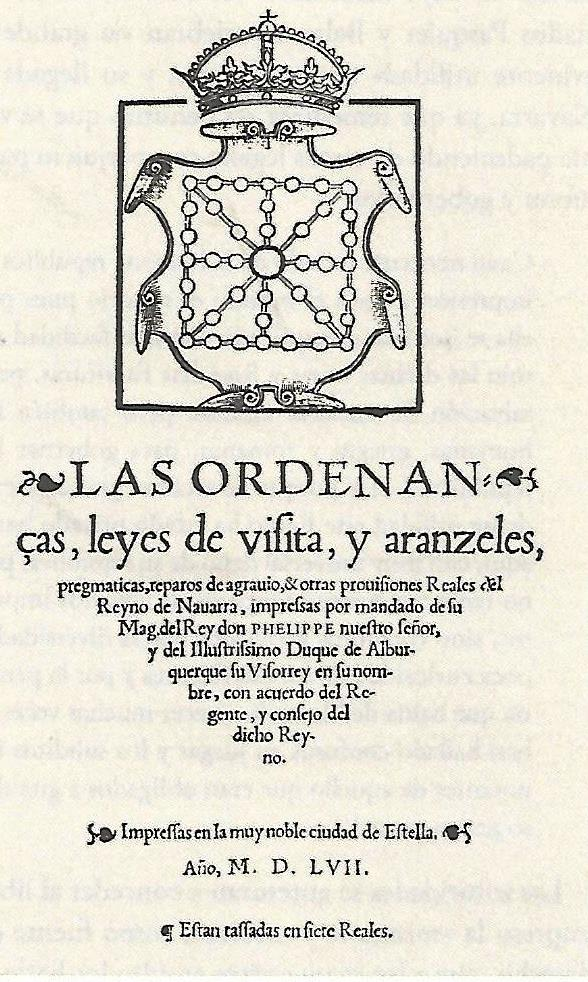
Ordenanzas del Consejo Real del Reino de Navarra (1557)

## Consejo Real
Fue tanto el máximo órgano de gobierno del rey de Navarra como tribunal supremo. Estuvo en vigor desde los orígenes del reino hasta su desaparición en el siglo XIX. Sus amplias competencias abarcaban el ámbito judicial, gubernativo y normativo.

## Corte Mayor
También denominada Cort o Tribunal de la Cort, era una institución judicial que estuvo funcionando desde mediados del siglo XIII como «un tribunal distinto del Consejo Real.» Estaba compuesto por
Según cuenta José María Lacarra, se introdujeron reformas bajo el reinado de Catalina I y Juan de Albret, señalando «las atribuciones de la Cámara de Comptos y de la Corte Mayor de forma que todos los asuntos tocantes al real patrimonio se ventilaran en la Cámara de Comptos, no en la Corte (1490). El tribunal de la Cort ve también reducidas sus atribuciones en beneficio del Consejo Real.»

## Cámara de Comptos
Aunque no forma parte de los llamados Tribunales Reales, sí que comparte con ellos los llamados «tribunales navarros.» Esta institución, única en España, tiene su origen las cámaras de comptos implantadas en el Reino de Francia donde existen varias de ellas siendo la Cámara de Comptos de París el modelo seguido por el Carlos II de Navarra cuando en 1365 estableció en Navarra una similar.